# De Hurk/Croy
De Hurk/Croy is een gemengd bedrijventerrein van 212 ha in de gemeente Eindhoven, in de Nederlandse provincie Noord-Brabant. Het terrein is gelegen tussen de A2 ("Poot van Metz") en de Eindhovense Ringweg. Het gebied valt onder de stadsdelen Gestel en Strijp. De Hurk is een buurt in Strijp en Croy hoort bij Gestel. Op 1 januari 2023 telde de buurt 50 inwoners, verdeeld over 16 woningen, op een oppervlakte van 2,08 km².
De naam 'Hurk' betekent: 'afgelegen hoek' aangezien hier vroeger enkele afgelegen boerderijen stonden op min of meer woeste grond.
De ontwikkeling van het terrein begon aan het eind van de jaren '50, waarbij de industriële bedrijvigheid zich vooral concentreerde aan de kop van het Beatrixkanaal. Met de aanleg van de eerste fase van de Randweg Eindhoven groeide De Hurk/Croy in de volgende decennia uit tot het grootste bedrijventerrein van Eindhoven. Op De Hurk/Croy hebben ruim 300 bedrijven een vestiging, die tezamen zorgen voor 15.000 arbeidsplaatsen. Hiermee draagt het voor 10% bij aan de totale werkgelegenheid in Eindhoven.
De gemeente Eindhoven is reeds begonnen met een herstructureringsproject dat loopt tot 2010 om het bedrijvenpark te moderniseren. Het ministerie van Economische Zaken heeft de bedrijventerreinen De Hurk/Croy, De Kade en Ekkersrijt gezamenlijk aangewezen als Topproject Eindhoven, in het kader van Brainport Eindhoven.